# دوقية مكلنبورغ ستريليتس الكبرى
دوقية مكلنبورغ ستريليتس الكبرى (بالألمانية: GroßHerzogtum Mecklenburg-Strelitz) يتألف من قسمين منفصلة، نويستريليتس في الجزء الشرقي من دوقية مكلنبورغ شفيرين الكبرى، وإمارة راتسيبورغ على الغرب. ويحدها الأولى التي يقوم بها شفيرين، بوميرانيا وبراندنبورغ، والثانية بواسطة شفيرين، لاونبورغ، وأراضي مدينة لوبيك الحرة.

## التاريخ
تبنت مكلنبورغ ستريليتس دستور شقيقتها دوقية مكلنبورغ شفرين بمرسوم في سبتمبر 1755. في 1806 تحاشت احتلال الإمبراطورية الفرنسية الأولى من خلال المساعي الحميدة ممن ملك بافاريا ماكسيمليان الأول يوزف؛ في عام 1808 انضم الدوق كارل الثاني إلى اتحاد الراين، ولكنه انسحب منها سنة 1813. ولاشتراكه في تحالف ضد نابليون انضم إلى الاتحاد الألماني في عام 1815 وأُعطي لقب الدوق الأكبر.
في عام 1866 انضمت الدوقية الكبرى إلى الاتحاد الألماني الشمالي والاتحاد الجمركي الألماني (Zollverein)، وبدأت تمر أكثر وأكثر تحت نفوذ مملكة بروسيا، والتي ساعدها جنود من مكلنبورغ ستريليتس في الحرب النمساوية البروسية ضد الإمبراطورية النمساوية. في الحرب الفرنسية البروسية تلقت مملكة بروسيا أيضاً مساعدة قيمة من مكلنبورغ ستريليتس. في عام 1871 أصبحت الدوقية ولاية ضمن للإمبراطورية الألمانية. تجددت الحراك الآن من أجل وضع دستور أكثر ديمقراطية، وأعطى الرايشتاغ الألماني بعض التأييد لهذه الحركة. في عام 1904 أدولف فريدرش الخامس ابن الدوق الأكبر فريدرش فيلهلم من زوجته الأميرة أوغستا كامبردج ابنة أدولفوس، دوق كامبردج، أصبح الدوق مكلنبورغ ستريليتس الأكبر. في عام 1907، وعد الدوق الأكبر رعاياه بدستور. كانت الدوقية دائما في ظل حكومة ذات طابع إقطاعي، ويقبض الدوق الأكبر على السلطة التنفيذية تماماً بيده (وإن كان يعمل من خلال وزراء)، في حين أن تشارك الدوقية في مجلس تشريعي (Landtag)، ينعقد لدورة قصيرة كل عام، ومرات أخرى يمثلها لجنة، وتتألف من ممتلكي عقارات فرسان (Rittergiiter)، والمعروفين بالريتر شافت (Ritter-schaft)، واللاندشافت (Landschaft) أو عـُمد بعض المدن. عادت مكلنبورغ ستريليتس لتكون عضواً في الرايشتاغ. ما زال الدوق الأكبر يلقب بأمير الونديين.